# Karl Eduard Goepfart
Karl Eduard Goepfart   (Mönchenholzhausen, 8 de març de 1859 - Weimar, 30 de gener de 1942) fou un compositor, pianista i director d'orquestra alemany.
Estudià en l'Escola de Música de Weimar (1873-75); fou deixeble de Liszt (1876-90). Des de 1875 fins a 1876 actuà com a pianista i director d'orquestra als Estats Units, i al seu retorn, a Weimar, Magdeburg, Mannheim, Baden, Remscheid i Berlín.
És autor de més de 200 obres per a piano, música de cambra, orquestra i cors, etc., entre elles:
- Koms Fall;
- Am Chiensee;
- Morgenpfer;
- Löwe v. Luzern, etc., i algunes obres dramàtiques com; Märchen Becrenlieschen, Goldhärchen, etc; l'òpera còmica Camilla; el drama musical Sarastro; el conte musical Rhodopis, etc.